# セレぶり3
『セレぶり3』（せれぶりさん）は、2009年1月9日から3月27日まで毎週金曜深夜0：12〜0：53にテレビ東京「ドラマ24」枠で放送されていた連続テレビドラマである。

## 概要
2008年にBSフジで放送された『枯れオヤジ〜カレセンと呼ばないで〜』のスタッフチームが制作を手がけている。企画・原案の森谷雄は、『独身3!!』『THE3名様』のプロデューサーでもあり、彼によると本作は『THE3名様』の女性版を求め続けられた中で、実現した作品だと話している。出演者の野波麻帆によると「10日間で12話というタイトなスケジュール」で、通常のドラマではあり得ない短時間で撮影されている。
基本的に一話完結・レギュラーの3人以外は登場せず、舞台はルームシェアするマンションのみとなっている。また、途中に観客の笑い声や拍手などラフ・トラック（効果音）が挿入されるなど、一連のシットコムの流れを汲んだドラマである。また毎回ドラマの前後編の間には、セレブが愛用しているこだわりグッズなどを紹介する情報コーナー『セレぶりタイムス』が挿入されており、このコーナーで紹介された品がドラマ劇中で登場することも多い。なお、このコーナーのナレーションは、平田広明が務めている。
ドラマの最後には、「セレブとは？」という議題で毎週金曜日に登場人物3人が開いているという設定の「セレブ会議」が挿入されており、後述のAmeba Studioでの公開放送『続・セレぶり3 〜もっと必死にセレぶりたい!〜』でもスピンオフ企画として引き継がれている。

## あらすじ
天然で不思議キャラなぐっち、関西出身で倹約家なミチコマン、しっかり者だけれども男運のないジョナ。共通点は『セレブに憧れる』ということだけ。性格も趣味も違う三人が、ルームシェア生活を送ることに。セレブに憧れるけれども、セレブになりきれない・・・そんな彼女たちが都内のマンションの一室で「セレぶる（＝セレブぶる）」日常を描く。

### セレブルール
ハリウッドセレブのプリナプ（契約）に倣い、3人が決めた約束事。
- この家のそれぞれの部屋には勝手に立ち入らない。（例えばスーパーボールが入っても例外は認められない）
- 家の中でのスーパーボールは午後8時までとする。
- ソフトせんべいはおちょぼ口で脇を締め、口で吸いながらこぼさないように食べる。
- Vシネマは共有スペースに置き、皆に貸し出せるようにすること。
- キャベ次郎は箸で食らうべし。
- NGは1人2回までとする。
- 手作りチョコレートを男にプレゼントするべからず。

### 番組中に登場するグッズ
- パラダイスウォーター

南国で取れる貴重な水で500mlペットボトル1本で460円というハリウッドセレブ御用達の高級品。実在はしない。
- キャベ次郎
- ヘヤング
- 大阪城
- 月刊ヌー

## 登場人物

### レギュラー
ぐっち（神宮寺沙耶、じんぐうじさや）：浅見れいな
靴屋店長の25歳。長野県出身。オカルト系の月刊誌「ヌー」を愛読する不思議キャラ。黒魔術を操ることが出来る。嘘をつく時に、眉間にシワが寄ってしまう癖を持つ。大のおばあちゃん子で、会話の中にもよくおばあちゃんとのエピソードが出てくる。ニックネームの由来は「神宮寺っち」を縮めたもの。
ミチコマン（星村美智子、ほしむらみちこ）：中村ゆり
野球場でビールの売り子をしている26歳。大阪府出身。双子の姉で、双子の妹にサチコがいる。子供の頃から家が貧乏で、今でも倹約や節約に目がない。団地暮らしをしていたことに異様なコンプレックスを持つ。男性に縁がなく、マサチューセッツもしたことのないバージニアさん。広島カープの大ファン。3人の中で唯一料理が上手。金属アレルギーである。ニックネームの由来は男勝りであることから。
ジョナ（小川おたみ、おがわおたみ）：野波麻帆
27歳。職業はファッション誌の編集者。東京都出身。3人の中では年長者で、リーダー的存在。ぐっちとミチコマンのボケにツッコミを入れる役割。「おたみ」という地味な名前がコンプレックスで、下の名前で呼ばれると激怒する。ハデ好きなものの、部屋で盆栽を育てたり、城のプラモデルを作るのが趣味など、地味な一面も併せ持つ。竹内力の大ファンで自分の部屋には大きなポスターが貼ってある。好きな男性のタイプは漁師。「恋人にするなら絶対漁師」と公言するほどだが、その中には「たい焼き屋」も含まれるなど、彼女が定義する漁師の範囲は幅広い。ニックネームの由来は好きなリンゴの品種「ジョナゴールド」から。(脚本家がファミレスの「ジョナサン」で思いついたという説もあるが、ジョナ本人は否定。)

### サブキャラ
三田ヤスオ
ジョナの同級生であり幼なじみ。近所の商店街にて親から継いだ八百屋を営んでいる。ジョナに好意を抱いているものの、付き合いの長さとメタボな体型が災いし、友だち以上の関係に発展しない。名前のみの登場人物。
サチコ：中村ゆり（一人二役）（第6話）
ミチコマンの双子の妹。あだ名は「サチコマン」。フィアンセがおり、ストーリーの前半では婚約中。ストーリー後半にて結婚式を挙げた旨のエピソードが出てくる。耳たぶを触るとその人の前世がわかる能力がある。

### ゲスト出演
小林大介：小林大介（小林大介役として）（第4話）
時価45億円相当の埋蔵金を掘り当てたトレジャーハンター。実際の放送では写真登場のみ。

## スタッフ
- 企画・原案：森谷雄（アットムービー）
- 脚本・構成：永野たかひろ
- 音楽：Rita-iota
- 主題歌：「さぁ行こう!」YA-KYIM respects SEAMO（ワーナーミュージック・ジャパン）
- エンディング：「うやむやにしちまえ!」SHORT LEG SUMMER（avex trax）
- ナレーション：平田広明
- 監督：片岡K
- プロデュース：今泉潤（アットムービー）
- 制作：アットムービー・クリエイティブ
- 製作：「セレぶり3」製作委員会（テレビ東京、バップ、電通）

## 放送リスト
| 各話                                                     | 放送日        | サブタイトル                                                    | セレぶりタイムス                                                                  | セレブ会議                                                                        |
| -------------------------------------------------------- | ------------- | --------------------------------------------------------------- | --------------------------------------------------------------------------------- | --------------------------------------------------------------------------------- |
| 第1話                                                    | 2009年1月9日  | セレブは水にこだわるものだ セレブは子供の名前を決めてあるものだ | 「水」 VOSS フィリコ ジュエリーウォーター パラダイスウォーター                    | セレブのペットといえば?                                                           |
| 第2話                                                    | 2009年1月16日 | セレブは男にもこだわるものだ セレブは暇を持て余すものだ         | 「キャンディ / 携帯電話」 パワーポップ BlackBerry Bold                            | セレブがお風呂に入れてそうなものとは?                                             |
| 第3話                                                    | 2009年1月23日 | セレブは契約を重んじるものだ セレブはマイ箸を持っているものだ   | 「箸」 スワロフスキー箸 津軽堆朱 利休箸 振り出し銀箸                              | セレブがタンスの角に小指をぶつけた時の叫び声                                      |
| 第4話                                                    | 2009年1月30日 | セレブは合コンの作戦を立てるものだ セレブは失敗を糧にするものだ | 「毛抜き」 TWEEZERMAN NEWYORKの毛抜き＆拡大鏡                                     | セレブになる為に3人でディーバを目指し、それぞれセレブっぽいフレーズを考え褒め合う |
| 第5話                                                    | 2009年2月6日  | セレブは蝋燭が好きなものだ セレブは悪酔いするものだ             | 「アロマキャンドル」 カバラ アロマキャンドル ラグジュアリーアロママッサージモード | 引き続き考えたフレーズを褒め合うはずが大人の事情でグループ名を考えることに…       |
| 第6話                                                    | 2009年2月13日 | セレブは真相を暴かれるものだ                                    | 「チョコレート」 ノカ・チョコレート                                               | セレブがやってそうな習い事                                                        |
| 第7話                                                    | 2009年2月20日 | セレブは選挙に出るものだ                                        | 「ランジェリー」 hanky panky Cosabella × SEX and the CITY                         | セレブが過去にやってそうな部活動                                                  |
| 第8話                                                    | 2009年2月27日 | セレブはブログをするものだ                                      | 「バラ風呂」 ローズガーデンバス                                                   | セレブが無人島に一つだけ持っていくとしたら?                                       |
| 第9話                                                    | 2009年3月6日  | セレブはパーティーをするものだ                                  | 「MADE IN JAPAN」 HbGオリジナルキャラクター 「キャメろんちゃん」                  | セレブが金曜の夜に食べてそうなご馳走は?                                           |
| 第10話                                                   | 2009年3月13日 | セレブはピュアであるものだ セレブは恋愛を大いに語るものだ       | 「プチセレブ」 ピュリティ・リング ノットヘッズ                                    | ディーバになる為の曲に3人で歌詞をつける                                           |
| 第11話                                                   | 2009年3月20日 | セレブはマドンナであるものだ セレブは時にはケンカをするものだ   | 「エステ」 エステ(たかの友梨 セルコスメスパ)                                      | （ストーリー展開上、開催されず）                                                  |
| 最終話                                                   | 2009年3月27日 | セレブは和解をするものだ（？） セレブは花盛りであるものだ       | 「デコ」 オリジナルデコグッズの紹介。 フリスクケースや携帯電話など。              | （ストーリー展開上、開催されず）                                                  |
| 平均視聴率2.4%（視聴率は関東地区・ビデオリサーチ社調べ） |               |                                                                 |                                                                                   |                                                                                   |

## 派生作品

### 続・セレぶり3 〜もっと必死にセレぶりたい!〜
隔週土曜17：00〜18：00にAmeba Studioで放送されていたトークバラエティ番組。
シーズン1
- 放送時間

Ameba Studio（生放送）：隔週土曜日 17:00 - 18:00（2009年3月21日〜2009年5月30日）
BSジャパン（30分のダイジェスト版）：毎週金曜日 24:00 - 24:30（2009年5月15日〜2010年6月19日）
シーズン2
- 放送時間

Ameba Studio（生放送）：隔週土曜日 17:00 - 18:00（2009年6月27日〜2009年8月22日）

### 舞台版
- 『セレぶり3 オン・ステージ 〜セレブは夏に恋するものだ〜』（東京グローブ座、2009年8月29日）
- 『セレぶり3 ラストステージ 〜セレブは惜しまれつつ解散するものだ〜』（全労済ホールスペース・ゼロ、2010年7月10・11日）

いずれもDVD化されている。

### オリジナルDVD版
- 『セレぶり3 Update ver.1.0』（2010年7月2日発売）

「セレブは引っ越しするものだ」「セレブは新居で怪奇現象に出くわすものだ」「セレブ会議 Cafe編」
作品内の時系列は、テレビドラマ→『セレぶり3 オン・ステージ』→『Update ver.1.0』→『セレぶり3 ラストステージ』となる。